# Nationale Bibliotheek van Litouwen Martynas Mažvydas
De Nationale Bibliotheek van Litouwen Martynas Mažvydas (Litouws: Lietuvos nacionalinė Martyno Mažvydo biblioteka) is de nationale bibliotheek van Litouwen, gelegen in de hoofdstad Vilnius.
Sinds 1988 wordt de naam Martynas Mažvydas gevoerd, als herinnering aan de auteur van het eerste boek in het Litouws.